# Арагуая
Арагуа́я (порт. Rio Araguaia) — річка у Бразилії, основна ліва притока річки Токантінс басейну річки Амазонка. Довжина 2 630 км, площа басейну приблизно 370 тисяч км². Пересічні витрати води становлять 8,5 тисяч м³/с.
Річка бере початок на південно-західному краю Бразильського плоскогір'я, в середній течії, розгалужуючись на 2 рукави, утворює найбільший у світі річковий острів — Бананал. В нижній течії багато порогів.
Паводки характерні в період дощів — із листопада по травень. В зимовий сухий сезон (з червня по вересень) маловодна. Судноплавна тільки в середній течії протягом приблизно 1 300 км.

На річці є декілька водоспадів, у т. ч. Кашуейра (Каксоейра-Гранде) завдовжки 9 км. 

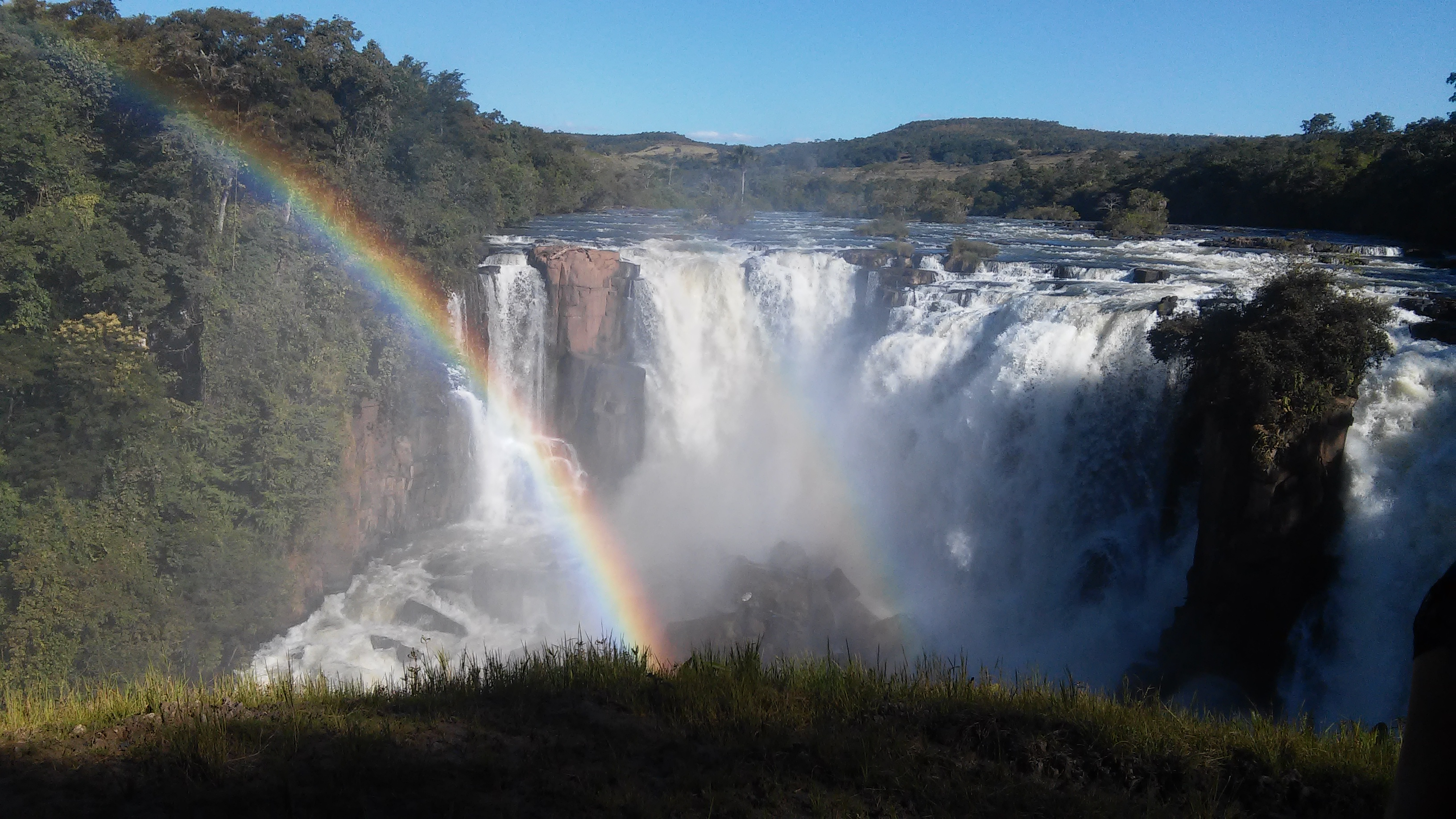
водоспад Кашуейра (Каксоейра-Гранде)